# Winter World University Games 2025/Teilnehmer (Rumänien)
| Gelbes Symbol für Goldmedaillen mit stilisierten Olympischen Ringen | Graues Symbol für Silbermedaillen mit stilisierten Olympischen Ringen | Braundes Symbol für Bronzemedaillen mit stilisierten Olympischen Ringen |
| ------------------------------------------------------------------- | --------------------------------------------------------------------- | ----------------------------------------------------------------------- |
| —                                                                   | —                                                                     | —                                                                       |

Rumänien nahm mit einem Athleten an den Winter World University Games 2025 in Turin teil.

## Teilnehmer nach Sportarten

### Ski Alpin
| Athleten        | Wettbewerbe        | 1. Lauf     | 1. Lauf | 2. Lauf     | 2. Lauf | Gesamt      | Gesamt |
| Athleten        | Wettbewerbe        | Zeit        | Rang    | Zeit        | Rang    | Zeit        | Rang   |
| --------------- | ------------------ | ----------- | ------- | ----------- | ------- | ----------- | ------ |
| Männer          |                    |             |         |             |         |             |        |
| Andrei Stănescu | Super-G            | —           | —       | —           | —       | 1:01,32 min | 35     |
| Andrei Stănescu | Riesenslalom       | 1:06,43 min | 58      | 1:06,50 min | 49      | 2:12,93 min | 51     |
| Andrei Stănescu | Slalom             | DNF         | DNF     | DNF         | DNF     | DNF         | DNF    |
| Andrei Stănescu | Alpine Kombination | 1:01,74 min | 38      | 43,73 s     | 37      | 1:45,47 min | 36     |